# Mauremys reevesii
Mauremys reevesii là một loài rùa trong họ Emydidae. Loài này được Gray mô tả khoa học đầu tiên năm 1831, còn được biết với tên khác là rùa Reeve, rùa đá Trung Quốc, hay rùa Chinese Pond, thường được nuôi trong nhà làm cảnh.

## Nơi sinh sống
Loài này được tìm thấy sống ở miền tây và trung của Trung Quốc, Hàn Quốc, Nhật Bản và Đài Loan. Đây là loài ưa những chỗ nước đọng hoặc dòng chảy chậm, như ao, đầm và hồ có nhiều cây thủy sinh cũng như chỗ phơi nắng.

## Đặc điểm bên ngoài
Mai của rùa đá có dạng gần giống hình chữ nhật, với 3 dãy gồ lên chạy dọc theo mai. 3 dãy gồ này hiện rõ ở rùa trưởng thành hơn là rùa nhỏ.

## Hình ảnh

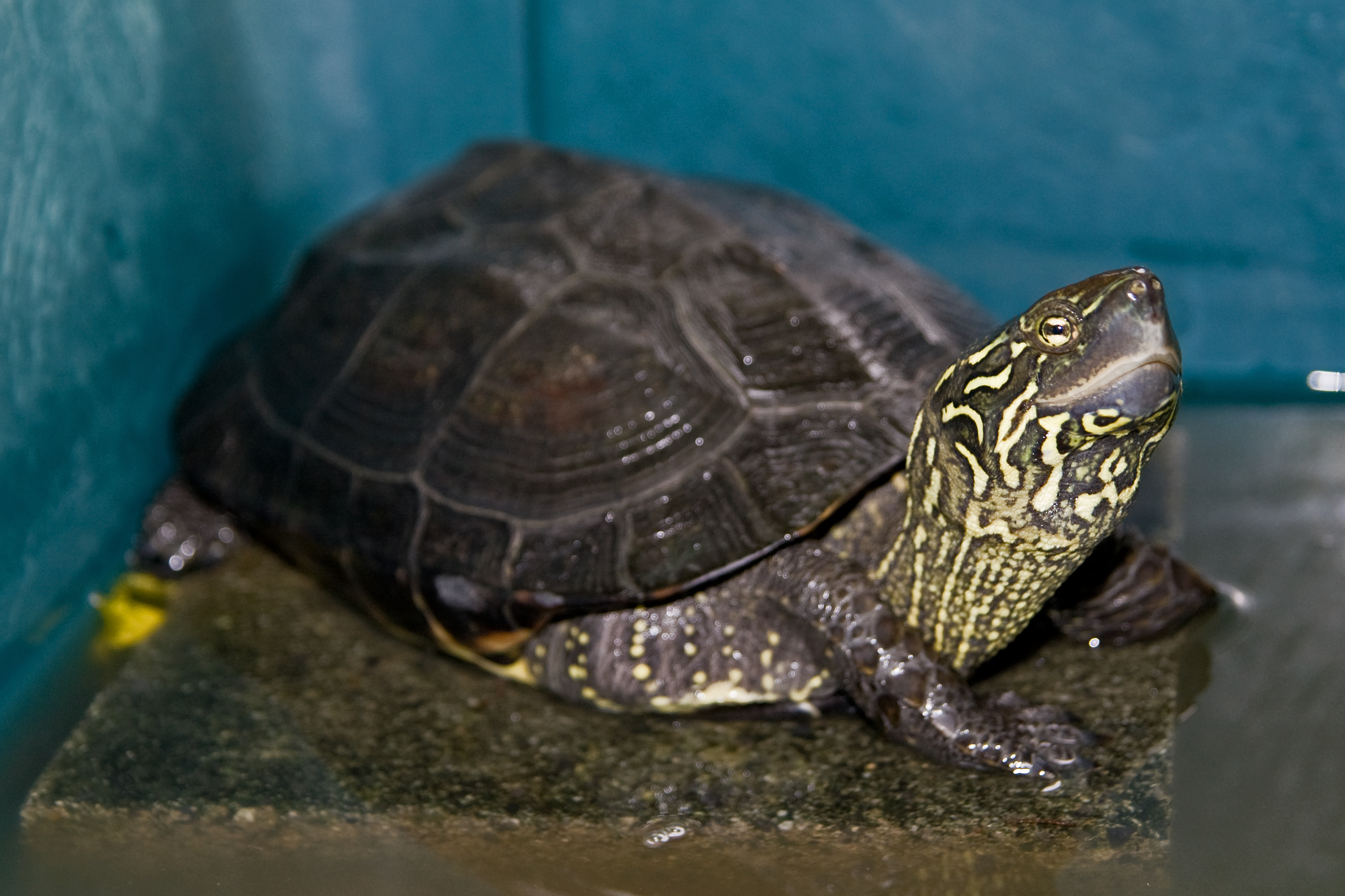
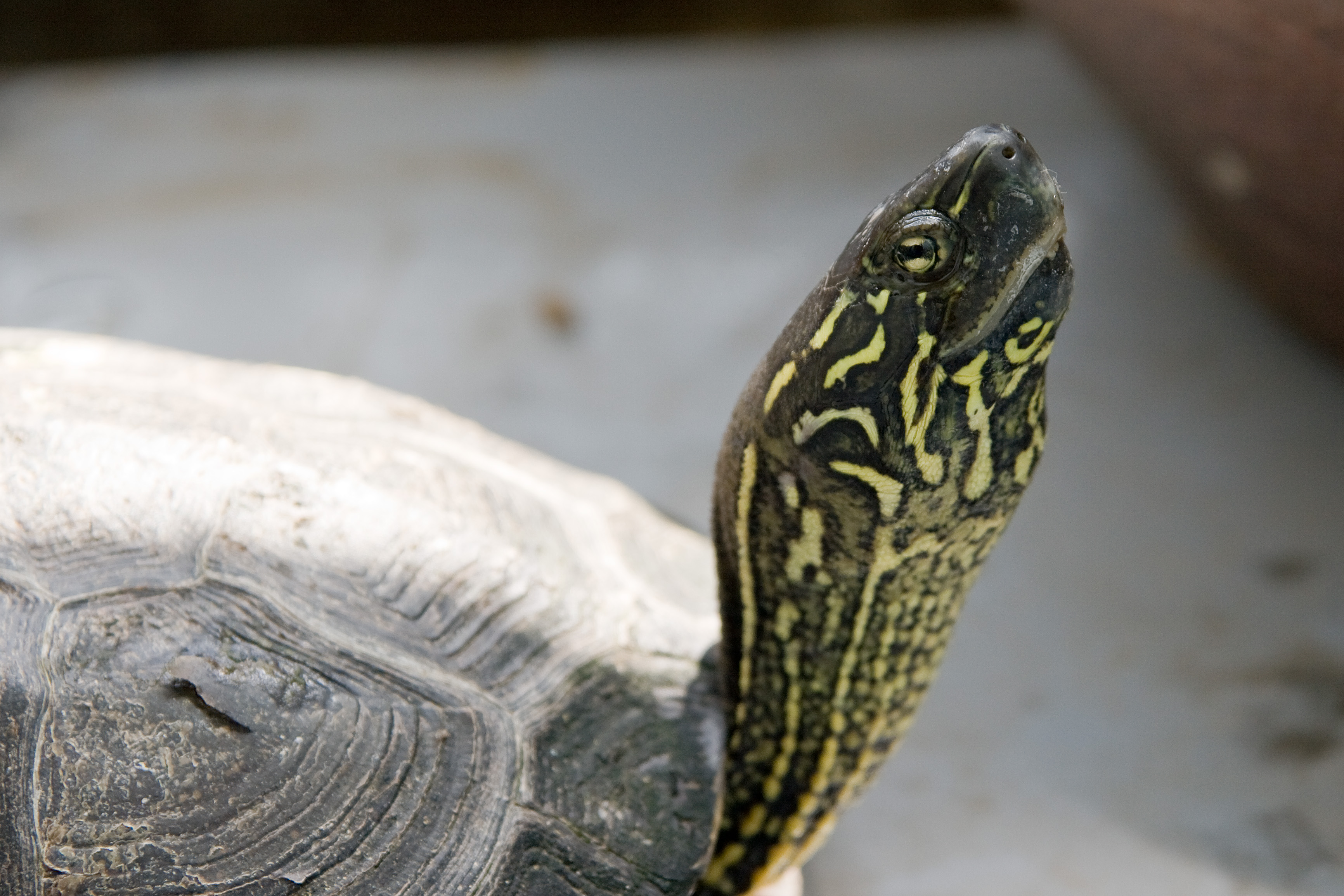
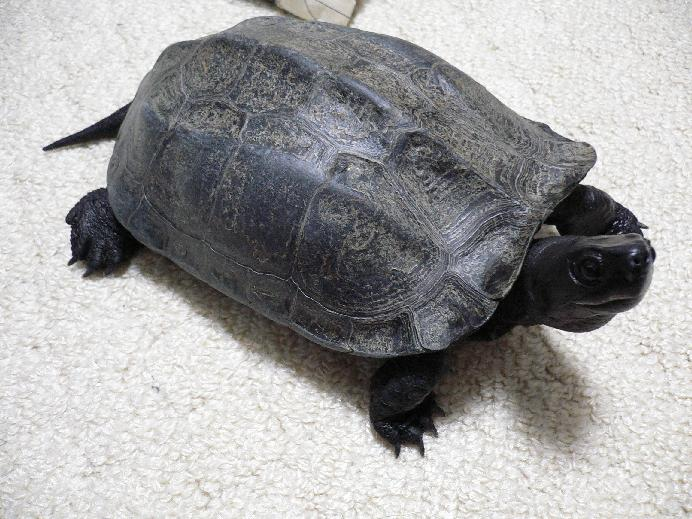
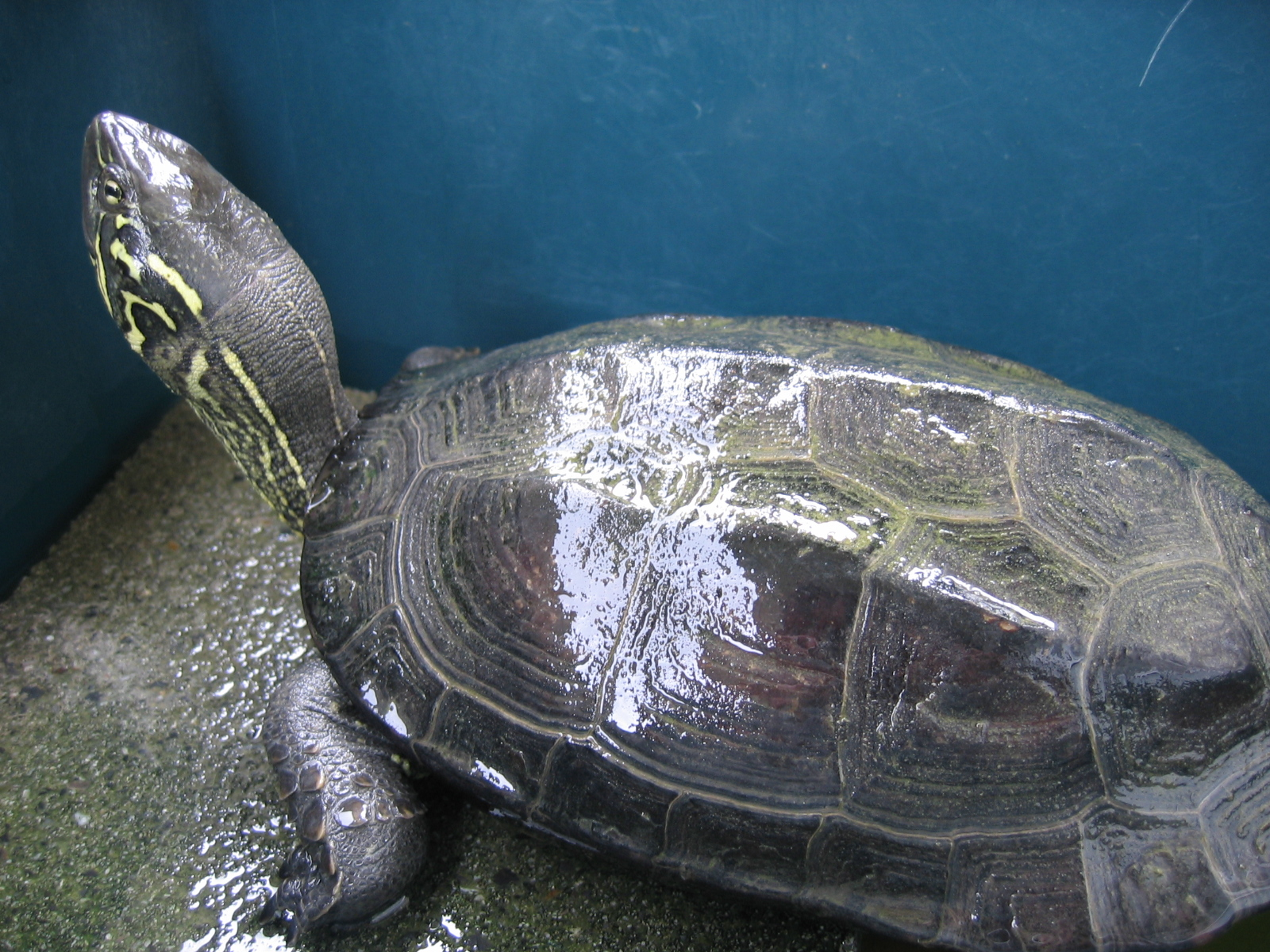
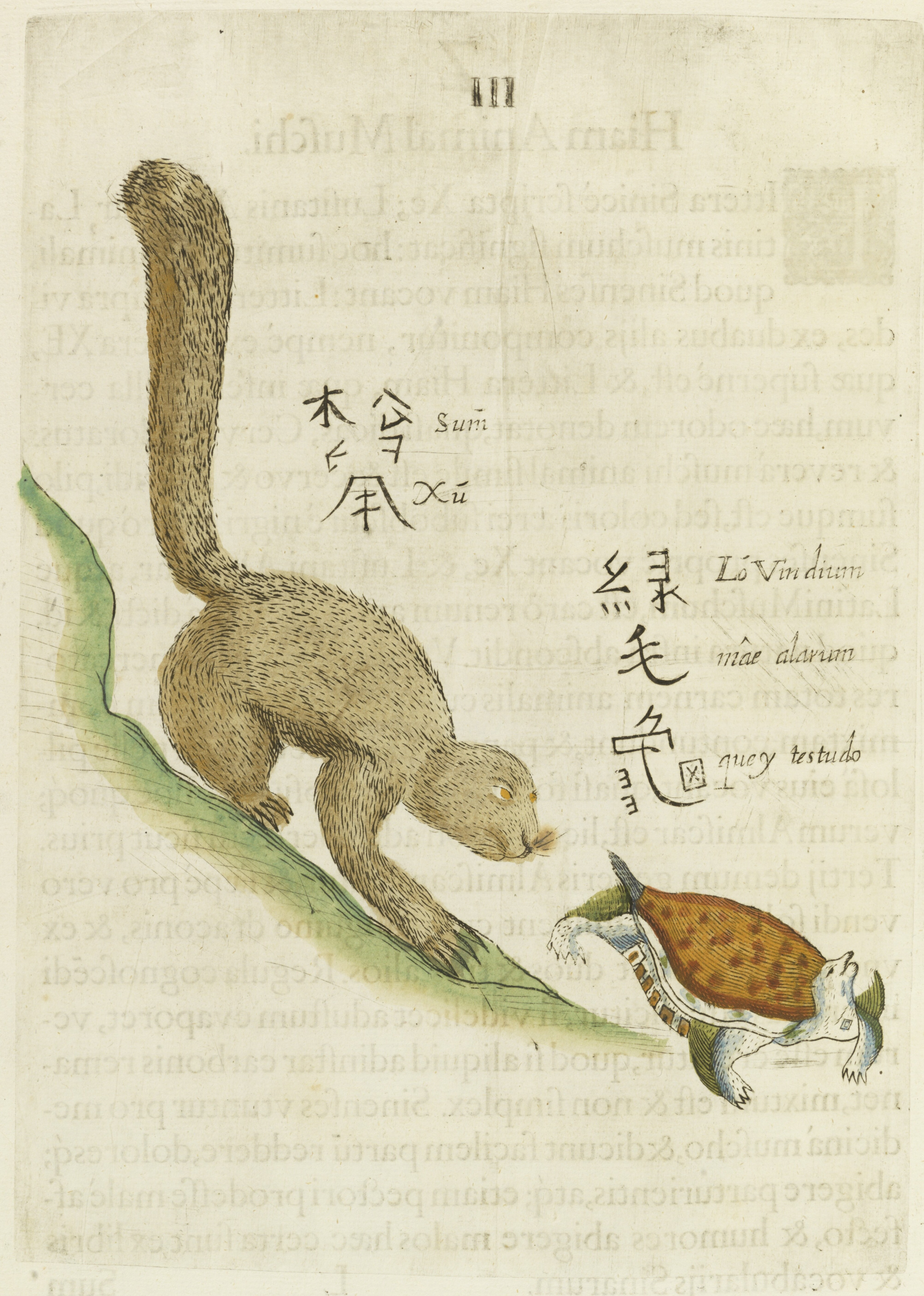